# Camila Sodi
Camila Sodi, de son vrai nom Camila Ía González Sodi, est une actrice et modèle mexicaine née à Mexico le 14 mai 1986.

## Biographie
Elle est la fille de l'éditrice Ernestina Sodi et la nièce de l'actrice et chanteuse Thalía.
À huit ans, ses deux passions sont le chant et le mannequinat.
En 2002, elle intègre la chaîne de télévision Telehit où elle présente pendant deux ans (temps que dura le succès de l'émission) El Pulso, programme musical.

## Parcours professionnel
- El pulso (2002-2004) Telehit
- Inocente de ti (2004-2005) XEW Canal 2 (Televisa),Fonovideo.
- El bufalo de la noche (2007)
- Niñas mal (2007)
- Déficit (2007)
- Arráncame la vida (2008)
- Sans laisser de traces (2023)

## Vie privée
Sodi a été mariée à l'acteur Diego Luna de 2008 à 2013. Ils ont deux enfants : Jerónimo et Fiona.